# Шапиро, Михаил Григорьевич
Михаи́л Григо́рьевич Шапи́ро (1908—1971) — советский кинорежиссёр, сценарист.

## Биография
Родился 2 (15) апреля 1908 года в Екатеринославе. Учился в Ленинградском техникуме экранного искусства (1925—1926), на кинофакультете Ленинградского института истории искусств (1926—1928).
Работал концертмейстером Ленинградского театра Пролеткульта. В разные годы ставил спектакли в оперных театрах страны. С 1928 года — режиссёр киностудии «Совкино» (впоследствии «Ленфильм»). В 1941—1942 — переводчик политуправления Ленинградского фронта, в 1942—1945 — режиссёр ЦОКС. В 1948—1953 годах — старший редактор сценарного отдела киностудии «Ленфильм».
Умер в Ленинграде 26 октября 1971 года.
Жена — писательница Жанна Владимировна Гаузнер.

## Фильмография

### Режиссёр кино
- 1928 — Песнь о металле (документальный) (совместно. с Иосифом Хейфицем, Александром Зархи, Владимиром Гранатманом)[2]
- 1935 — Горячие денёчки (сорежиссёр)[2]
- 1940 — Шестьдесят дней
- 1941 — Киноконцерт 1941 года
- 1944 — Черевички (совместно с Надеждой Кошеверовой)
- 1947 — Золушка (совместно с Надеждой Кошеверовой)
- 1955 — Михайло Ломоносов
- 1956 — Искатели
- 1959 — Загадка Н.Ф.И. и другие устные рассказы Ираклия Андроникова
- 1960 — Ребята с Канонерского
- 1963 — Каин XVIII (совместно с Надеждой Кошеверовой)
- 1966 — Катерина Измайлова

### Сценарист
- 1928 — Луна слева
- 1930 — Есть, капитан!
- 1944 — Черевички

## Награды
- 1967 — Почётный диплом на XXI международном кинофестивале в Эдинбурге, Шотландия — Катерина Измайлова (фильм-опера, 1966)